# Robert Belfour
Robert Belfour (?, 1940. szeptember 11. – Memphis, 2015. február 24.), blueszenész, gitáros.

## Pályafutása
Feltehetően Mississippi államban, Red Banksben született. Először édesapja, Grant Belfour gitározni tanította, majd Otha Turner, R. L. Burnside és Junior Kimbrough zenészek képezték. Kimbrough különösen nagy hatást gyakorolt rá.
Zenéje Mississippi dombvidék hagyományaiban gyökerezett, némiképp a Delta blues ellenében. Hangszerét karakteresen alternatív hangolás jellemezte. Amikor Belfour tizenhárom éves volt, apja meghalt, és a zenésre csak csekély szabadidejében volt módja, mert édesanyját kellett támogatnia.
1959-ben feleségül vette Noreen Normant. Memphisbe költöztek, és 35 éven át építkezéseken dolgozott.
Az 1980-as években a Beale Streeten volt utcazenész.
Nyolc dala szerepel a zenetudós David Evans The Spirit Lives On: Deep South Country Blues and Spirituals című 1990-es években kiadott albumán.

## Lemezek
- 2000: What's Wrong With You
- 2003: Pushin My Luck
- 2013: Wolfman – Live at Blues Rules